# Delfy
Delfy (gr. Δελφοί Delfoi, łac. Delphi) – stanowisko archeologiczne w Grecji Środkowej obejmujące ruiny antycznego sanktuarium poświęconego Apollinowi, gdzie funkcjonowała wyrocznia delficka oraz sanktuarium Ateny Pronaja („Ateny Strażniczki Świątyni”); ze stanowiskiem sąsiaduje współczesna miejscowość Delfy.

## Geografia
Stanowisko archeologiczne znajduje się na wysokości 500–700 m n.p.m. w regionie Grecji Środkowej u stóp Parnasu, 13 km od Zatoki Korynckiej, przy jednej z dróg prowadzących z Termopili na Peloponez.
Starożytne Delfy leżały na terytorium Fokidy.

## Mitologia
Według jednego z mitów, w Delfach spotkały się dwa orły wysłane przez Zeusa z krańców wszechświata dla znalezienia tzw. pępka świata .
Według innego mitu, w Delfach znajdowało się sanktuarium Gai – Matki Ziemi, strzeżone przez węża Pytona, którego pokonał Apollo  ustanowiając tam wyrocznię.
Walka Apollina z Pytonem i początki wyroczni zostały opisane przez Homera w Hymnie do Apollina. Przepowiednie Apollina przekazywała Pytia siedząca nad szczeliną, z której wydobywały się „opary”. Pierwszymi kapłanami Apollina byli Kreteńczycy z Knossos, których przywiódł do Kiry nieopodal Delf Apollin pod postacią delfina. Wprowadzili oni kult Apollina Delphinosa („Apollina Delfina”), zmieniając prawdopodobnie nazwę sanktuarium z Pyto na Delfi.
Alkajos z Mityleny (ok. 620–550 p.n.e.) natomiast podawał, że to Zeus nakazał Apollinowi założenie wyroczni w Delfach, a gdy przez rok unikał on wypełnienia zadania, przebywając w Hiperborei, został ubłagany przez Delfijczyków i założył swą wyrocznię w Delfach.

## Historia
Pierwsze ślady osadnictwa w regionie Delf pochodzą z okresu neolitu (ok. 4000 p.n.e.) – w jednej z jaskiń na stoku Parnasu odkryto ślady rytualne .
W epoce mykeńskiej na terenie sanktuarium istniała osada i cmentarz, których pozostałości odnaleziono podczas prac archeologicznych . W tamtym okresie funkcjonowało tu sanktuarium bogini – Gei lub Ateny, która udzielała przepowiedni poprzez kapłankę. Czczono tam również innych bogów, prawdopodobnie Posejdona i Dionizosa, oraz święte kamienie – omfalos (pol. „pępek ziemi”) i kamień Kronosa. Mykeńskie Delfy zostały zniszczone przez kamienną lawinę pod koniec epoki brązu.
W VIII w. p.n.e. rozwinął się tu kult Apollina, zaczęto budować sanktuarium i zaczęła działać wyrocznia . Pierwsze kamienne świątynie poświęcone Apollinowi i Atenie powstały pod koniec VII w. p.n.e.  W sanktuarium czczono też innych bogów, m.in. Artemidę, Posejdona, Dionizosa, Hermesa, Zeusa Polieusa, Higieję i Ejlejtyję .
Delfy były głównym ośrodkiem Amfiktionii Delfickiej – związku zrzeszającego 12 polis z terytoriów Tesalii i południowo-środkowej Grecji . Organizował on igrzyska pytyjskie i kontrolowała finanse oraz działalność sanktuarium, które w VI w. p.n.e. uzyskało autonomię, pozostając pod ochroną i administracją Amfiktionii . Delfy powiększyły wówczas swoje terytorium, zwiększając swoje wpływy religijne i polityczne . Amfiktionia zwyciężyła w trzech wojnach w obronie interesów sanktuarium – w 580 roku p.n.e., w latach 355–345 p.n.e. oraz w roku 338 p.n.e.
Podczas wojny z Persami w 480 roku p.n.e. Delfy zostały ocalone według legendy dzięki ingerencji Apollina, który zesłał lawinę kamienną, by żołnierze perscy uciekli w panice.

### Wyrocznia delficka
Największym poważaniem cieszyły się Delfy w archaicznej Grecji – najlepsze lata wyroczni przypadły na okres VI–IV w. p.n.e.  Wyrocznia delficka uznawana była za najbardziej wiarygodną . Uważano, że udało się przewidzieć wydarzenia związane m.in. z potopem Deukaliona, wyprawą Argonautów i wojną trojańską, a także z zakładaniem kolonii greckich .
W wyroczni zasiadała Pytia, która siedząc na trójnogu, przepowiadała przyszłość. Przez Pytię miał przemawiać Apollin. Jej odpowiedzi były potokiem słów bez związku, które kapłani składali w przepowiednie komponowane heksametrem. Proces „inspiracji” Pytii był szeroko debatowany – od halucynogennych oparów wydobywających się ze szczeliny, nad którą miała siedzieć Pytia, przez wdychanie narkotycznych oparów ze spalania suszu roślinnego do opętania przez duchy. Chociaż w strukturze świątyni nie odnaleziono żadnych śladów szczeliny, to badania geologiczne wykazały obecność dwóch uskoków krzyżujących się pod świątynią Apollina oraz spękań podłoża skalnego, z których mogły wydobywać się opary etanu, metanu i etylenu. Początkowo była wybierana tylko jedna Pytia. Później, wraz ze wzrostem prestiżu wyroczni i rosnącym popytem, wybierano dwie. Sława wyroczni sięgała wtedy daleko za granice Grecji.
Rozwój racjonalizmu filozoficznego w III wieku p.n.e. osłabił autorytet wyroczni, a sanktuarium zostało podbite przez Etolczyków, którzy zostali wypędzeni przez Rzymian w 189 roku p.n.e. 

### Igrzyska pytyjskie
Igrzyska pytyjskie były igrzyskami panhelleńskimi organizowanymi ku czci Apollina, początkowo co osiem lat, a później co cztery. Igrzyska trwały przez siedem dni i obejmowały konkursy śpiewacze hymnów na cześć Apollina, przedstawienia dramatyczne i komediowe oraz zawody sportowe, w których programie były m.in. dolichos, pięciobój antyczny, pankration czy wyścigi rydwanów.

### Czasy rzymskie
W czasach rzymskich sanktuarium było uprzywilejowane przez niektórych władców, a plądrowane przez innych, w tym przez Sullę w 86 roku p.n.e. .
Oktawian August (63 p.n.e.–14 n.e.) otoczył Delfy ochroną, zreorganizował Amfiktionię i zapoczątkował kult cesarzy w tolosie Ateny Pronaja. Neron (37–68 n.e.) natomiast wywiózł z Delf ponad 500 posągów. Plutarch (ok. 50–125 n.e.), który przez 20 lat był jednym z kapłanów Apollina, próbował reaktywować sanktuarium. Cesarz Hadrian (76–138 n.e.) zasięgał porad wyroczni, a grecki geograf Pauzaniasz (100/110–180 n.e.) odwiedził Delfy z ich wyrocznia podczas swych wędrówek, pozostawiając szczegółowy opis sanktuarium – jego budowli i ponad trzystu posągów .
Wyrocznia została zamknięta na mocy dekretu bizantyjskiego cesarza Teodozjusza z 391 roku zakazującego wróżbiarstwa .

### Czasy nowożytne
W czasach średniowiecza Delfy nazywane były również Kastri . Wraz z nadejściem chrześcijaństwa Delfy stały się siedzibą biskupią, ale w VI–VII w. zostały opuszczone . W VII w. na ich pozostałościach powstała wioska Kastri . Na przestrzeni wieków ruiny sanktuarium odwiedzało wielu podróżników, m.in. Cyriak z Ankony (1391–1452) w 1436 roku, Jacob Spon (1647–1685) i George Wheler (1651–1724) w 1676 roku.

## Badania archeologiczne
Prace archeologiczne w Delfach rozpoczęli w 1840 roku badacze niemieccy – Karl Otfried Müller (1797–1840) i Ernst Curtius (1814–1896) .
W 1891 roku rząd Grecji udzielił zezwolenia na długofalowe badania École française d’Athènes i w 1893 roku ustanowiono w Delfach stanowisko archeologiczne, w wyniku czego osada Kastri (Delfy) została przeniesiona w miejsce, gdzie znajduje się obecnie . W trakcie prac odsłonięto spektakularne ruiny i odkryto ok. 3 tys. inskrypcji . W latach 1903–1906 dokonano restauracji gmachu Skarbca Ateńczyków – prace sfinansowało miasto Ateny . Wkrótce przeprowadzono również częściową restaurację ołtarza i świątyni Apollina oraz tolosu .
Współcześnie badania prowadzone są przez Grecką Służbę Archeologiczną (gr. Αρχαιολογική Υπηρεσία) i École française d’Athènes .

## Współczesne Delfy

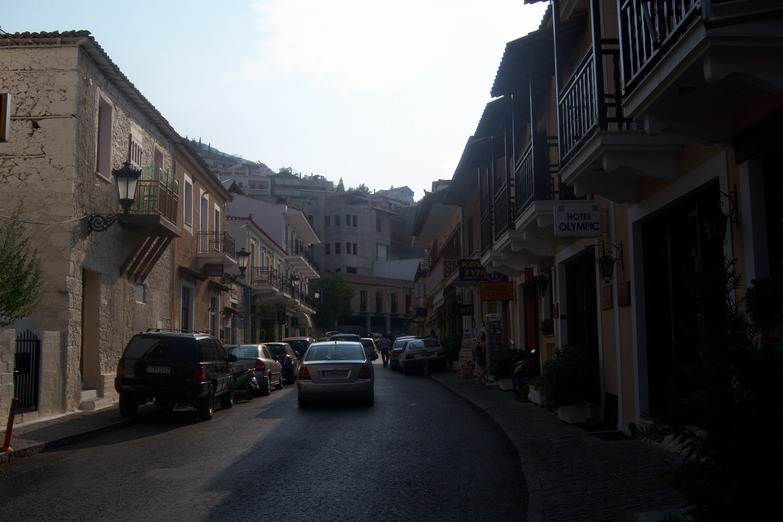
Ulica we współczesnych Delfach

Współczesne Delfy leżą na zachód od stanowiska archeologicznego, dzięki czemu są popularnym miejscem często odwiedzanym przez turystów. Miejscowość jest położona przy ważnej drodze, łączącej Amfissę z Iteą i Arachową. Znajdują się tam liczne hotele i hostele, jak również liczne tawerny, restauracje i bary. Główne uliczki są wąskie i przeważnie jednokierunkowe. W miejscowości jest także szkoła, liceum, kościół i główny plac (plateia). Oprócz turystów odwiedzających stanowisko archeologiczne, Delfy przyciągają także zainteresowanych sportami narciarskimi w niedalekim Centrum Narciarskim na górze Parnas, albo korzystaniem z popularnych miejscowości wypoczynkowych położonych nad brzegiem Zatoki Korynckiej. Współczesne Delfy liczą ponad 2300 mieszkańców.
W 1927 i w 1930 roku grecki poeta Angelos Sikelianos (1884–1951) wraz z żoną próbowali utworzyć w Delfach światowe centrum kultury .

## Stanowisko archeologiczne
Stanowisko archeologiczne w Delfach obejmuje dwa sanktuaria: sanktuarium Apollina (tzw. hieron Apollina) i sanktuarium Ateny Pronaja (tzw. Marmaria), miasto i zabudowania sportowe, m.in. stadion i gimnazjum oraz Źródło Kastalskie – święty zdrój Delf .

### Sanktuarium Apollina

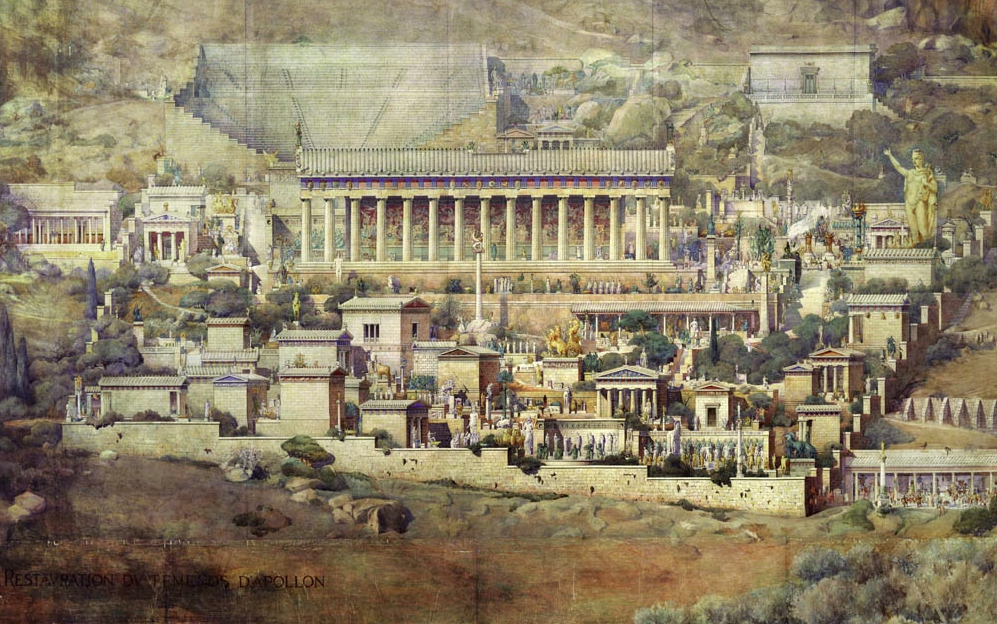
Hipotetyczna rekonstrukcja świątynnego kompleksu delfijskiego autorstwa francuskiego architekta Alberta Tournaire'a (1862–1958)

Sanktuarium Apollina zajmowało teren o kształcie trapezu (wymiary maksymalne: 195 × 135 m), który otoczony był murem i podzielony na 6 teras. Centrum sanktuarium stanowiła Świątynia Apollina z adytonem, gdzie znajdował się omfalos (pol. „pępek ziemi”), złoty posąg bóstwa, święty laur, grobowiec Dionizosa i ustawiony nad wieszczą szczeliną trójnóg, na którym zasiadała Pytia i wypowiadała swoje przepowiednie . Świątynia znana jest z sentencji widniejących u jej wejścia: „Poznaj samego siebie“ (γνῶθι σεαυτόν gnōthi seauton) oraz „Nic ponad miarę“ (μηδὲν ἄγαν mēden agan). Terasę świątyni umacniał kamienny mur poligonalny wzniesiony w 548 roku p.n.e., na którym odkryto prawie 700 inskrypcji. Do świątyni wiodła serpentynami Święta Droga, wzdłuż której wznosiły się pomniki, wota i skarbce miast, w których przechowywano wota i dzieła sztuki świadczące o potędze miast . Nad świątynią znajdował się teatr, a nad nim z kolei stadion. Rozgrywano na nich igrzyska pytyjskie . Między budowlami stały rozmaite dary wotywne podarowane przez miasta greckie lub zamożnych darczyńców indywidualnych, m.in. brązowe i srebrne trójnogi (symbole wyroczni), rzeźby, posągi i kolumny z marmuru .

Sanktuarium Apollina w Delfach
Okres archaiczny
Okres klasyczny
Okres helleński
Okres rzymski
1: Świątynia Apollina
2: Ołtarz Apollina
3: Halos
4: Buleuterion
5: Prytanejon
6: Teatr
7: Sanktuarium Dionizosa
8: Sanktuarium Gaji
9: Sanktuarium Neoptolemosa
10: Lesche Knidyjczyków
11: Stoa Ateńczyków
12: Stoa Attalosa I
13: Stoa Zachodnia
14: Skarbiec Ateńczyków
15: Skarbiec Syfnijczyków
16: Skarbiec Sykiończyków
17: Skarbiec Eolów
18: Skarbiec Beotów
19: Skarbiec Knidyjczyków
20: Skarbiec Koryntian
21: Skarbiec Cyrenejczyków
22: Skarbiec Megaryjczyków
23: Skarbiec Potidai Trackiej
24: Skarbiec Tebańczyków
25: Skała Sybilli delfickiej
26: Kolumna Prusjasza II
27: Kolumna Aemiliusa Paullusa
28: Kolumna Naksyjczyków
29: Kolumna wężowa Potidajczyków
30: Dar wotywny Daochosa (pomnik Tesalijczyków)
31: Pomnik Kraterosa
32: Rydwan Rodyjczyków
33: Eksedra królów Argos
34: Eksedra Epigonów
35: Ołtarz wotywny Tarasu
36: Ołtarz wotywny Aten, Arkadii, Argos i Sparty
37: Byk Kerkyrczyków
38: Mur temenosu
39: Agora rzymska
40: Święta Droga
41: Droga do stadionu

     Okres archaiczny
     Okres klasyczny
     Okres helleński
     Okres rzymski
| Numer na planie | Zdjęcie (stan współcześnie) | Nazwa                                        | Rok budowy                    | Opis |
| --------------- | --------------------------- | -------------------------------------------- | ----------------------------- | --- |
| 1               |                             | Świątynia Apollina                           | ok. 366–326 p.n.e.            | Perypter dorycki z pronaosem, naosem i opistodomosem, wzniesiony w miejscu poprzedniej świątyni z ok. 525 roku p.n.e. ufundowanej przez Alkmeonidów, która stała w miejscu starszej, mniejszej z VII w. p.n.e.; architektami byli Ksenodoros i Agaton . |
| 2               |                             | Ołtarz Apollina                              |                               | |
| 3               |                             | Halos                                        |                               | |
| 4               |                             | Buleuterion                                  | ok. 600–500 p.n.e.            | Hala na planie prostokąta z wejściami z trzech stron . |
| 5               |                             | Prytanejon                                   |                               | Budynek na planie prostokąta przy wschodniej ścianie sanktuarium, znany także jako „Nieznany Skarbiec” . |
| 6               |                             | Teatr                                        | ok. 160/159 p.n.e.            | Teatr w północno-wschodniej części sanktuarium, gdzie odbywały się zawody muzyczne igrzysk pytyjskich i przedstawienia podczas festiwali religijnych . Pierwszy kamienny teatr w tym miejscu powstał w IV w. p.n.e. i był wielokrotnie przebudowywany, odrestaurowany z inicjatywy Eumenesa II ok. 160/159 p.n.e. |
| 7               |                             | Sanktuarium Dionizosa                        |                               | |
| 8               |                             | Sanktuarium Gaji                             |                               | |
| 9               |                             | Sanktuarium Neoptolemosa                     |                               | |
| 10              |                             | Lesche Knidyjczyków                          | ok. 450 p.n.e.                | Gmach na planie prostokąta, gdzie znajdowała się galeria z obrazami Polignota . |
| 11              |                             | Stoa Ateńczyków                              | ok. 478–470 p.n.e.            | Jednonawowa stoa z kolumnadą w porządku jońskim otwartą na południowy wschód, ufundowana przez Ateńczyków po wojnie perskiej . |
| 12              |                             | Stoa Attalosa I                              | ok. 241–223 p.n.e.            | Jednonawowa stoa z kolumnadą w porządku doryckim . |
| 13              |                             | Stoa Zachodnia                               | ok. 400–300 p.n.e.            | Dwunawowa stoa otwarta na południowy wschód . |
| 14              |                             | Skarbiec Ateńczyków                          | ok. 510–480 p.n.e.            | Budynek w porządku doryckim przypominający świątynię – naos z pronaosem, w którym przechowywano wota składane bogu przez Ateńczyków . Jego obecny wygląd jest efektem przeprowadzonych w latach 1904–1906 prac rekonstrukcyjnych – 80% gmachu to oryginalne elementy . W skarbcu znaleziono inskrypcje z dwoma hymnami na cześć Apollina wraz ze znakami nutowymi. |
| 15              |                             | Skarbiec Syfnijczyków                        | ok. 530–525 p.n.e.            | Budynek przypominający świątynię w porządku jońskim, w którym przechowywano wota składane bogu przez Syfnijczyków . |
| 16              |                             | Skarbiec Sykiończyków                        | ok. 500 p.n.e.                | Niewielki budynek przypominający świątynię w porządku doryckim, w którym przechowywano wota składane bogu przez Sykiończyków; wzniesiony przez Klejstenesa po I wojnie świętej . |
| 17              |                             | Skarbiec Eolów                               |                               | Budynek przypominający świątynię – naos z pronaosem – na wschód od Skarbca Syfnijczyków, w którym przechowywano wota składane bogu przez Eolów . |
| 18              |                             | Skarbiec Beotów                              | Okres archaiczny              | Budynek przypominający świątynię – naos z pronaosem, w którym przechowywano wota składane bogu przez Beotów }. |
| 19              |                             | Skarbiec Knidyjczyków                        | ok. 565–555 p.n.e.            | Niewielki budynek przypominający świątynię w porządku jońskim, w którym przechowywano wota składane bogu przez Knidyjczyków . |
| 20              |                             | Skarbiec Koryntu Skarbiec Kypselosa          | ok. 620–600 p.n.e.            | Najstarszy skarbiec w sanktuarium, wzniesiony przez tyrana Koryntu Kypselosa; niewielka budowla na planie prostokąta wzniesiona w porządku doryckim . Przechowywano tu wota składane bogu przez Koryntian, a także skarby królów Lidii Gygesa i Krezusa . |
| 21              |                             | Skarbiec Cyrenejczyków                       | ok. 350 p.n.e.                | Niewielki budynek wzniesiony w porządku doryckim, w którym przechowywano wota składane bogu przez Cyrenejczyków . |
| 22              |                             | Skarbiec Megaryjczyków                       | Druga połowa VI w. p.n.e. (?) | Niewielki budynek przypominający świątynię, w którym przechowywano wota składane bogu przez Megaryjczyków . |
| 23              |                             | Skarbiec Potidai Trackiej                    | ok. 530–510 p.n.e.            | Niewielki budynek przypominający świątynię, w którym przechowywano wota składane bogu przez mieszkańców Potidai Trackiej . |
| 24              |                             | Skarbiec Tebańczyków                         | ok. 371–300 p.n.e.            | Niewielki budynek przypominający świątynię, w którym przechowywano wota składane bogu przez Tebańczyków . |
| 25              |                             | Skała Sybilli delfickiej                     |                               | |
| 26              |                             | Kolumna Prusjasza II                         |                               | |
| 27              |                             | Kolumna Aemiliusa Paullusa                   |                               | |
| 28              |                             | Kolumna Naksyjczyków                         |                               | |
| 29              |                             | Kolumna wężowa Potidajczyków                 |                               | |
| 30              |                             | Dar wotywny Daochosa (pomnik Tesalijczyków)  | ok. 336–332 p.n.e.            | Prostokątna eksedra, na której stało 9 posągów; dar Daochosa II z Farsali . |
| 31              |                             | Pomnik Kraterosa                             |                               | |
| 32              |                             | Rydwan Rodyjczyków                           |                               | |
| 33              |                             | Eksedra królów Argos                         | ok. 370 p.n.e.                | Półokrągła eksedra, na której stało 10 brązowych posągów argiwskich królów i herosów . |
| 34              |                             | Eksedra Epigonów                             |                               | Półokrągła eksedra, na której stały posągi . |
| 35              |                             | Ołtarz wotywny Tarasu                        |                               | |
| 36              |                             | Ołtarz wotywny Aten, Arkadii, Argos i Sparty |                               | |
| 37              |                             | Byk Kerkyrczyków                             | 490–480 p.n.e.                | Brązowy posąg byka, ufundowany przez Kerkyrczyków, po którym zachowała się baza. |
| 38              |                             | Mur temenosu                                 |                               | |
| 39              |                             | Agora rzymska                                | Okres rzymski                 | Agora ze stoą w porządku jońskim, na której znajdowały się sklepiki z dewocjonaliami poświęconymi Apollinowi. Agorę zdobiło wiele posągów przedstawiających cesarzy rzymskich i inne osobistości cesarstwa. |
| 40              |                             | Święta Droga                                 | Okres archaiczny              | Główna droga prowadząca przez sanktuarium od wejścia do ołtarza ufundowanego przez mieszkańców Chios i świątyni Apollina została zbudowana w okresie archaicznym i wybrukowana w późnym okresie rzymskim . Droga prowadziła zygzakiem w górę zbocza, przy niej wznoszono skarbce, pomniki wotywne oraz pomniki upamiętniające ważne wydarzenia, m.in. sojusze polityczne, zwycięstwa w igrzyskach pytyjskich lub zwycięstwa militarne – rzeźby wotywne stały wzdłuż pierwszego odcinka drogi, skarbce wzdłuż drugiego, a pomniki wotywne w bezpośrednim sąsiedztwie świątyni Apollina . Pielgrzymi do wyroczni kroczyli drogą w dziewiątym dniu każdego miesiąca, by na jej szczycie złożyć ofiarę na ołtarzu i otrzymać miejsce w kolejce do wyroczni . Współcześnie zwiedzający Delfy nadal podążają tą samą trasą . |
| 41              |                             | Droga do stadionu                            | ok. 500–400 p.n.e.            | Stadion w kształcie litery U położony na stoku na północnym zachodzie, powyżej sanktuarium, mieścił 7000 widzów . |

### Sanktuarium Ateny Pronaja
Sanktuarium Ateny Pronaja (pol. „Ateny Strażniczki Świątyni”), tzw. Marmaria (pol. „Marmury”) z uwagi na ilość starożytnych marmurów, znajdowało się poniżej sanktuarium Apollina.
Do dziś zachowały się pozostałości trzech świątyń poświęconych Atenie – dwóch wcześniejszych wzniesionych z tufu z poł. VII w. p.n.e. i z ok. roku 500 p.n.e., i trzeciej zbudowanej z wapienia po trzęsieniu ziemi ok. 373 roku p.n.e.  Po eolskim skarbcu Massalczyków pozostał jedynie charakterystyczny kapitel z liśćmi palmowymi . Charakterystyczny tolos, o średnicy 13,5 m, został częściowo odrestaurowany . Przed świątynią Ateny zachowały się m.in. pozostałości ołtarzy Ateny oraz Higiei i Ejlejtyi . Z posągu cesarza Hadriana ocalała tylko baza .

Sanktuarium Ateny Pronaja w Delfach
Okres archaiczny
Okres klasyczny
1: Świątynia Ateny Pronaja
2: Nowa świątynia Ateny
3: Tolos
4: Skarbiec Massalczyków
5: Skarbiec dorycki
6: Temenos herosów
7: Ołtarz Ateny Pronaja
8: Ołtarz Higiei i Ejlejtyi
9: Niezidentyfikowany ołtarz archaiczny
10: Niezidentyfikowany budynek
11: Baza posągu cesarza Hadriana
12: Wejście wschodnie
13: Wejście zachodnie

     Okres archaiczny
     Okres klasyczny
| Numer na planie | Zdjęcie (stan współcześnie) | Nazwa                                | Rok budowy         | Opis |
| --------------- | --------------------------- | ------------------------------------ | ------------------ | --- |
| 1               |                             | Świątynia Ateny Pronaja              | ok. 500 p.n.e.     | Świątynia dorycka (6×12 kolumn), zniszczona przez lawiny kamieni i trzęsienie ziemi w 373 roku p.n.e.                                                                                          |
| 2               |                             | Nowa świątynia Ateny                 | ok. 370–360 p.n.e. | Prostylos wzniesiony na zachód od Tolosu, zastąpił wcześniejszą świątynię zniszczoną przez lawiny kamieni .                                                                                    |
| 3               |                             | Tolos                                | ok. 380–360 p.n.e. | Tolos wzniesiony w porządku doryckim otoczony kolumnadą, we wnętrzu 10 półkolumn w porządku korynckim; zaprojektowany najprawdopodobniej przez Teodorosa z Fokei .                             |
| 4               |                             | Skarbiec Massalczyków                | ok. 530 p.n.e.     | Niewielki budynek przypominający świątynię w centrum sanktuarium z charakterystycznymi kolumnami o bazie jońskiej, doryckim trzonie i kapitelu bazującym na egipskich kapitelach palmetowych . |
| 5               |                             | Skarbiec dorycki                     | ok. 490–460 p.n.e. | Niewielki budynek przypominający świątynię wzniesiony w porządku doryckim . |
| 6               |                             | Temenos herosów                      |                    | |
| 7               |                             | Ołtarz Ateny Pronaja                 |                    | |
| 8               |                             | Ołtarz Higiei i Ejlejtyi             |                    | |
| 9               |                             | Niezidentyfikowany ołtarz archaiczny |                    | |
| 10              |                             | Niezidentyfikowany budynek           |                    | |
| 11              |                             | Baza posągu cesarza Hadriana         |                    | |

## Muzeum Archeologiczne w Delfach
Muzeum archeologiczne położone jest u stóp głównego kompleksu archeologicznego, na wschód od miejscowości Delfy, w pobliżu głównej drogi. W muzeum przechowywana jest kolekcja zabytków związanych ze starożytnymi Delfami, wśród których znajduje się najstarsza znana notacja muzyczna. Obok muzeum usytuowana jest kawiarnia oraz urząd pocztowy. Nieco dalej na wschód położony jest gimnazjon i tolos; ich zwiedzanie jest darmowe.